# 5432 Imakiire
5432 Imakiire eller 1988 VN är en asteroid i huvudbältet, som upptäcktes den 3 november 1988 av den japanske amatörastronomen Takuo Kojima i Chiyoda. Den är uppkallad efter den japanska öventraren Kyōko Imakiire.
Asteroiden har en diameter på ungefär 5 kilometer.